# Grażyna Staniszewska (polityk)

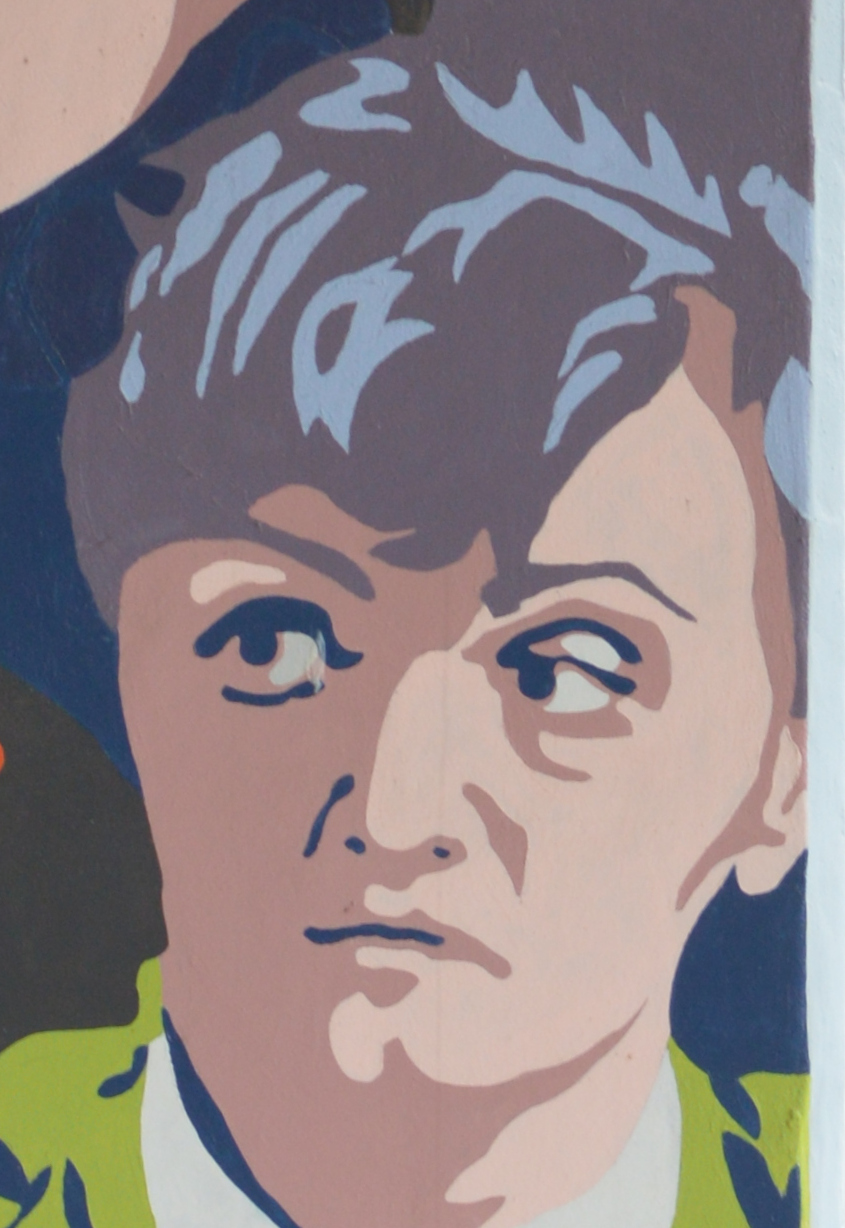
Wizerunek Grażyny Staniszewskiej na muralu „Kobiety Wolności” w Gdańsku

Grażyna Ewa Staniszewska (ur. 2 listopada 1949 w Białej Krakowskiej) – polska polityk, nauczycielka, działaczka społeczna, opozycjonistka w okresie PRL, posłanka na Sejm X, I, II i III kadencji, senator V kadencji, posłanka do Parlamentu Europejskiego VI kadencji.

## Życiorys
W trakcie wydarzeń marcowych w 1968 uczestniczyła w wiecach studenckich. Ukończyła studia polonistyczne na Uniwersytecie Jagiellońskim (1972). W latach 1972–1977 pracowała jako nauczycielka w liceum w Bielsku-Białej, w latach 1977–1980 była kierowniczką domu kultury w Wapienicy. Od 1980 działała w zarządzie Niezależnego Samorządnego Związku Zawodowego „Solidarność” Regionu Podbeskidzie. W czasie stanu wojennego była internowana od grudnia 1981 do lipca 1982, w 1983 ponownie aresztowana. Po zwolnieniu kontynuowała działalność w podziemnej „Solidarności”. Pracowała jako instruktorka w domu kultury oraz jako bibliotekarka w ośrodku badawczo-rozwojowym w Bielsku-Białej. W 1988 została przewodniczącą Regionalnej Komisji Organizacyjnej „S” Regionu Podbeskidzie. Do 1990 wchodziła w skład krajowego kierownictwa „Solidarności”.
Uczestniczyła w obradach Okrągłego Stołu w 1989, w czerwcu tego samego roku została po raz pierwszy wybrana do Sejmu z listy Komitetu Obywatelskiego. Była członkinią władz Ruchu Obywatelskiego Akcja Demokratyczna. Zasiadała w Sejmie również w trzech kolejnych kadencjach, uzyskując mandaty z ramienia Unii Demokratycznej (w 1991 i 1993) oraz Unii Wolności (w 1997). Wchodziła w skład władz krajowych tych partii. W 1992 jej nazwisko pojawiło się na tzw. liście Macierewicza. Prawomocnym wyrokiem z 7 marca 2000 Sąd Apelacyjny w Warszawie orzekł, iż nie była ona tajnym i świadomym współpracownikiem organów bezpieczeństwa państwa w rozumieniu ustawy.W latach 1997–2001 przewodniczyła sejmowej Komisji Edukacji, Nauki i Młodzieży. W 1998 zainicjowała program „Interkl@sa”, zmierzający do przygotowania młodzieży do swobodnego funkcjonowania w społeczeństwie informacyjnym. Za tę inicjatywę, a także inne działania na rzecz informatyzacji, została odznaczona medalem Polskiego Towarzystwa Informatycznego „Za zasługi dla edukacji informatycznej w Polsce”.
W 2001 została wybrana do Senatu RP z listy komitetu Blok Senat 2001. W 2004 z ramienia Unii Wolności uzyskała mandat posła do Parlamentu Europejskiego VI kadencji w okręgu śląskim. Od 2005 należała do powstałej z przekształcenia UW Partii Demokratycznej – demokraci.pl, zasiadała m.in. w radzie krajowej i radzie politycznej tego ugrupowania. W 2009 nie ubiegała się o reelekcję w wyborach europejskich. W 2010 bezskutecznie startowała z własnego komitetu na urząd prezydenta Bielska-Białej, uzyskała natomiast mandat radnej. W 2014 nie kandydowała udziału w kolejnych wyborach lokalnych.
Działaczka licznych organizacjach społecznych, takich jak Stowarzyszenie Instytut Południowy, Beskidzkie Stowarzyszenie Edukacyjne, Beskidzkie Stowarzyszenie Wspierania Inicjatyw Sportowo-Rekreacyjnych i Turystycznych oraz Beskidzkie Stowarzyszenie Wspierania Organizacji Pozarządowych. Podjęła także współpracę z Komitetem Obrony Demokracji. Była inicjatorką Społecznego Ruchu Inicjatyw Gospodarczych „Spring'92”, popularyzującego reguły gospodarki rynkowej. Od 1996 organizowała bielskie i podbeskidzkie rajdy rowerowe. W 2005 założyła Bielskie Towarzystwo Cyklistów.
W 2019 jej wizerunek znalazł się na muralu „Kobiety Wolności” na stacji PKM Strzyża w Gdańsku.

## Odznaczenia i wyróżnienia
- Krzyż Komandorski Orderu Odrodzenia Polski (2011)[4]
- Order Księżnej Olgi III stopnia (Ukraina, 2008)[5]
- Order Świętego Stefana (Węgry, 2001)[6]
- Nagroda Polcul Foundation (1987)[6]